# Nshan Beshiktashlian
Nshan Beshiktashlian (auch Peshiktashlian, armenisch Նշան Պէշիկթաշլեան; * 1898 in Istanbul, Osmanisches Reich; † 1972 in Paris) war ein armenischer Dichter, Romanautor und Satiriker.
Nshan Beshiktashlian wurde in Istanbul geboren und musste die Schule frühzeitig abbrechen, hatte also nur einen Grundschulabschluss. Bereits mit 12 Jahren jedoch begann er mit seiner Arbeit als Schriftsteller. Sein Merkmal war seine satirische Art zu Schreiben, doch schrieb er auch normale Prosawerke und Gedichte. Oft kritisierte Beshiktashlian menschliche Schwächen wie Angeberei und Prahlertum. Seine Sprache galt als flexibel und anpassungsfähig.
Eine kurze Zeit lang schrieb Beshiktashlian für die Zeitung Jamanak, später für armenische Zeitungen in Boston und Beirut (Aztag). Nach dem Brand von Smyrna musste er die Türkei in Richtung Griechenland verlassen und wirkte als Lehrer für armenische Waisenkinder. Im gleichen Jahr wanderte er nach Frankreich aus und setzte sein Schaffen in Paris fort. Sein besonderes Anliegen war der Erhalt der westarmenischen Sprache und Literatur. Er blieb dort bis zu seinem Tod im Jahre 1972.
Einige Kritiker stellten sein literarisches Werk auf dieselbe Stufe wie das von Hagop Baronian aus Edirne und Yervant Odian.

## Werke (Auswahl)
- Enker Shahnazar („Kamerad Schahnasar“, 1927)
- Sidonna (1928)
- Rappi (1932)
- Yergitzakan (Satire, 1933)
- Hivandates („Schwester“, 1936)
- Tsaghrankarner (Satire)